# Riverton (Kansas)
Riverton – jednostka osadnicza w Stanach Zjednoczonych, w stanie Kansas, w hrabstwie Cherokee.